# Serpentaire menu
Spilornis klossi
Espèce
Statut de conservation UICN

 NT  : Quasi menacé
Statut CITES
Le Serpentaire menu (Spilornis klossi) est une espèce de rapaces de la famille des Accipitridae.
Comme son nom l'indique, il mange principalement des reptiles, surtout des serpents et des grenouilles et il mange très rarement des mammifères ou des oiseaux ; et comme son nom l'indique aussi, il est menu, c'est un tout petit rapace plus petit que de nombreux éperviers d'Europe.

## Distribution
Cette espèce est endémique de la Grande Nicobar dans les forêts pluviales des îles Nicobar en Inde.

## Publication originale
- Richmond, 1902 : Birds collected by Dr. W. L. Abbott and. Mr. C. B. Kloss in the Andaman and Nicobar islands. Proceedings of the United States National Museum, vol. 25, p. 287–314.